# 波洛希 (海辛區)
波洛希（烏克蘭語：Пологи）是烏克蘭的村落，位於該國西南部文尼察州，由海辛區負責管轄，始建於1388年，面積0.25平方公里，海拔高度158米，2001年人口565，人口密度每平方公里2,224.41人。